# Lukula
Lukula – miasto w Demokratycznej Republice Konga, w prowincji Kongo Środkowe.